# 普卡拉區 (哈恩省)
6°02′20″S 79°07′46″W / 6.0390°S 79.1295°W
普卡拉區（西班牙語：Distrito de Pucará），是秘魯的一個區，位於該國北部卡哈馬卡大區的哈恩省，始建於1956年2月2日，面積240.3平方公里，海拔高度903米，2005年人口7,046，人口密度每平方公里29人。